# Republika Missisipi
Terminem Republiki Missisipi (ang. Republic of Mississippi) przyjęło określać się krótki czas, kiedy stan Missisipi był de facto niezależnym państwem. Działo się to, kiedy Missisipi wystąpiło z Unii po wyborze Abrahama Lincolna na prezydenta (jako drugi po Karolinie Południowej). Stan wstąpił do Skonfederowanych Stanów Ameryki dopiero po ich utworzeniu miesiąc później. Tak też w tym czasie, po zerwaniu z Unią, stan musiał egzystować jako samodzielny organizm.
Należy podkreślić, że według pojęć prawa międzynarodowego Republika nie była państwem de iure, bowiem nie zostały spełnione wszystkie warunki niepodległości.